# Das Schönste
Das Schönste war eine Kultur-Zeitschrift in der Bundesrepublik Deutschland. Die von Nina und Helmut Kindler herausgegebene Blatt erschien von 1955 bis 1963.
Die Zeitschrift enthielt Artikel und Berichte über Bildende Kunst, Literatur, Musik, Theater und Film und berichtete über aktuelle kulturelle Veranstaltungen. Die erste Nummer hatte als Titelblatt ein Foto von Maria Schell mit Goldrand. Die sanfte Abkehr des Blattes von konventionellen zu gemäßigt modernen Aspekten von Kunst, Literatur und Theaterinszenierungen wurde von dem mehrheitlich konservativen Publikum nicht mitvollzogen. Betrug die Auflage 1959 noch 71.000 Exemplare, sank sie gegen Ende 1962 auf 63.000, verkauft wurden davon nur noch 48.000 Stück.
Nachdem die Zeitschrift einen Verlust von fünf Millionen Deutsche Mark eingefahren hatte, stellte der Verlag Kindler und Schiermeyer das Erscheinen mit der April-Nummer 1963 – auf dem Titelblatt ein Bild von Miro –  abrupt ein.